# متحف قرية الفضول للتراث
متحف قرية الفضول للتراث أحد متاحف منطقة عسير جنوب المملكة العربية السعودية، يقع المتحف في النماص , أسسه سعيد محمد ضيف الله البكري.

## أجزاء المتحف
يقع متحف قرية الفضول داخل بناء مسلح يتكون من 6 قاعات تضم القاعة الأولى أدوات البقالة القديمة كما تضم القاعة الثانية محتويات المطبخ القديم وتضم القاعة الثالثة مجلس عربي تراثي وتم عرض أدوات وأواني القهوة كما تم عرض بعض البنادق القديمة بواسطة التعليق على جدران تلك القاعة، وفي القاعة الرابعة تم عرض مجموعة من الملابس النسائية وكذلك بعض الملابس الرجالية القديمة وفي القاعة الخامسة تم عرض أدوات الزينة والحلي الخاصة بالنساء وتضم القاعة السادسة بعض الأجهزة القديمة والكتب والأدوات المدرسية القديمة.